# Зграда Омладинског и Пионирског дома, Основне партизанске школе и седиште Окружног комитета СКОЈ-а 1943—1944. године у Раковом Долу
 Зграда Омладинског и Пионирског дома, Основне партизанске школе и седиште Окружног комитета СКОЈ-а 1943—1944. године је објекат који се налази у Бабушници и представља непокретно културно добро као споменик културе Србије.

## Опште информације
Основна школа у Раковом долу саграђена је 1909. године. Овај објекат је за време Другог светског рата служио као седиште окружног комитета СКОЈ-а на простору области Лужнице, у периоду од 1943. до 1944. године.
Ова зграда служила је и као партизанска школа, а након завршетка Другог светског рата као Омладински и Пионирски дом. Поред зграда налази се споменик који чува успомену на НОР и тековине социјалистичке револуције и подсећа, али и чува успомену на поднете жртве мештана села Раков Дол и палих житеља са простора Лужнице.